# Renocila ovata
Renocila ovata är en kräftdjursart som beskrevs av Edward John Miers 1880.
Renocila ovata ingår i släktet Renocila och familjen Cymothoidae. Inga underarter finns listade i Catalogue of Life.